# Synodontis woleuensis
Synodontis woleuensis là tên của một loài cá da trơn bơi lộn ngược và là loài đặc hữu của Guinea Xích Đạo và Gabon. Vào năm 2008, hai nhà động vật học người Mỹ tên là John P. Friel và John P. Sullivan đã mô tả loài cá này dựa trên mẫu vật thu thập được ở tỉnh Woleu-Ntem, Gabon. Tên loài woleuensis được đặt theo tên của sông Woleu, nơi chúng được phát hiện.

## Mô tả
Cơ thể của chúng có màu nâu đậm khi ở trạng thái bình thường và có thể chuyển sang màu sáng hơn. Ngoài ra, trên cơ thể còn có những cái đốm màu kem. Mặt bụng thì có màu sáng, đuôi thì hẹp, có sọc màu sáng cong, chạy dọc theo đuôi ở mép ngoài.
Tương tự như hầu hết các loài cùng chi, loài cá này có phần xương đầu cứng, có gai ở hai bên đầu và có thể vươn rộng ra khi mở mang. Tia đầu tiên của vây lưng và vây ngực thì cứng và có răng cưa. Đuôi thì chia ra làm 2 rất rõ ràng. Hàm trên thì có răng hình nón, còn hàm dưới thì có răng hình chữ S (hay hình cái móc) và có thể di chuyển. Chúng có ba cặp râu, một cặp ở hàm trên thì dài, kéo dài ra hơn mang, hai cặp còn lại thì ở hàm dưới và phân nhánh. Bên cạnh đó, chúng còn có vây mỡ (phần vây nằm giữa vây lưng và đuôi).
Loài cá này khi trưởng thành có thể đạt đến kích thước 5,1 xentimét (2,0 in).

## Môi trường sống
Trong tự nhiên, Synodontis woleuensis sinh sống ở những vùng nước ngọt nhiệt đới. Hiện tại, ta đã xác định được chúng xuất hiện ở hai khu vực là sông Woleau và sông Kyé(chạy dọc theo biên giới của hai nước Gabon và Guinea Xích Đạo), nhưng vẫn có thể còn nhiều khu vực khác nữa